# Goderich (condado)

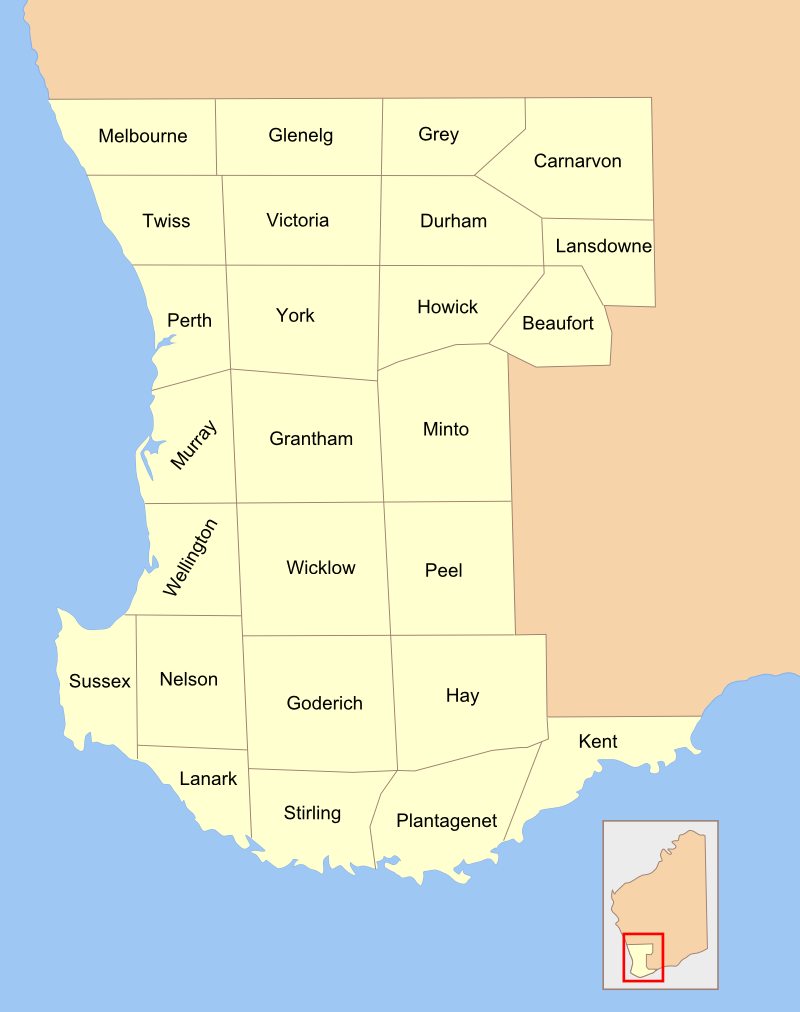
26 condados da Austrália Ocidental

Goderich foi um dos 26 condados da Austrália Ocidental que foram designados em 1829 como divisões cadastrais. Foi nomeado após F. J. Robinson, 1º Visconde de Goderich, Primeiro Ministro do Reino Unido de agosto de 1827 a janeiro de 1828.
Corresponde aproximadamente à parte norte do Hay (distrito de terra) e a parte sudoeste do Kojonup (distrito de terra) que constituem a base dos títulos de terra na área.